# Losux
Losux – humorystyczny komiks internetowy autorstwa PFreaka. Bohaterem komiksu jest Sven, nowy uczeń liceum ogólnokształcącego. Źródłem humoru jest absurdalne zachowanie uczniów oraz nauczycieli i pozostałych pracowników liceum Svena. Komiks w sposób prześmiewczy przedstawia także szkolne subkultury.

## Historia
Komiks ukazywał się od 2004 r. W 2005 r. PFreak zaprzestał rysowania na kilka miesięcy, w którym to czasie zastępował go Xycho. Odcinki jego autorstwa zostały jednak chłodno przyjęte. Z czasem nowe odcinki pojawiały się z coraz większym opóźnieniem, w związku z czym Losux zaczął tracić czytelników.  Autor nigdy nie ogłosił zaprzestania prac nad komiksem, ale ostatni  odcinek pochodzi z połowy 2006 r.
W ramach Losuxa ukazywała się też mini-seria Losux RPG Adventure, będąca parodią gier fabularnych osadzonych w konwencji fantasy.
W 2018 r. nastąpiła reaktywacja komiksu. Jej twórcą jest internauta posługujący się pseudonimem Shark, podający się za PFreaka. Komiks tworzą zarówno narysowane od nowa stare odsłony serii, jak i nowe wątki nieobecne w dotychczasowych odsłonach Losuxa. W 2019 r. strona z reaktywacją zniknęła z sieci.